# Claudetite
La claudetite è un minerale appartenente al gruppo omonimo composto da ossido arsenioso.